# Sopkovce, Humenné
Sopkovce este o comună slovacă, aflată în districtul Humenné din regiunea Prešov. Localitatea se află la altitudinea de 256 m deasupra n.m., se întinde pe o suprafață de 7,24 km2 și în 2017 număra 102 locuitori.

## Istoric
Localitatea Sopkovce este atestată documentar din 1453.

## Demografie
| An:                | 1994 | 2004    | 2014    | 2024    |
| ------------------ | ---- | ------- | ------- | ------- |
| Număr de persoane: | 143  | 127     | 110     | 96      |
| Diferență:         |      | −11,18% | −13,38% | −12,72% |

| An:                | 2023 | 2024   |
| ------------------ | ---- | ------ |
| Număr de persoane: | 99   | 96     |
| Diferență:         |      | −3,03% |